# Balise routière
Une balise routière est un signal routier qui a pour but de guider les usagers ou leur signaler un risque particulier, ponctuel ou linéaire, sur un itinéraire traité de façon homogène.